# Pessimist (Band)
Pessimist ist eine deutsche Thrash-Metal-Band aus dem Raum Weil am Rhein.

## Geschichte
Im Sommer 2006 gründeten Michael „TZ“ Schweitzer (Gesang), Patrick „Peppi“ Pfefferle (Gitarre) und Robin Maurer (Gitarre) die Band in einer Kneipe. Danach kamen noch Raphael „Zagge“ Gamboni (Schlagzeug, damals bei „Daemogorgon“) und Severin „Das Schwein“ Wössner (Bass) hinzu. Der erste Proberaum in Weil am Rhein wurde mit Paintin' Roses geteilt.
Ihren ersten Auftritt hielt die Band am 3. März 2007 in der Raumstation Sternen in Auggen abgehalten. Durch den Sieg beim „Baden in Blut – Blood Battle Contest“ konnte Pessimist sich für das Baden in Blut Open Air Festival qualifizieren. Daraufhin wurde die erste Demo Nuclear Holocaust im Haus von Gitarrist Pfefferle eingespielt. Das Magazin Metal Hammer bescheinigte der Band „Oldschool bis auf die Unterhose zu sein“ und kündigte im Oktober einen Auftritt beim Metal in de Räbe an.
Aus Mangel an Zeit verließ Gitarrist Robin die Band und wurde am 1. November 2007 durch Richard „Richie“ Beck ersetzt. Es folgten Auftritte beim New Year Metal Meeting und beim Seek and Destroy Part 5 in Österreich.
Mike Wanner galt als sechstes Bandmitglied und leistete seinen Beitrag an der Organisation. Mit Wanner reiste die Band auf Einladung von Destruction of Violence nach Wolfsberg in Österreich, wo die Demo Pessimist aufgenommen wurde. Zwei Monate später reiste die Band mit einigen Fans zum Thrash 'em Down-Festival nach Stuttgart, bei welchem unter anderem die Band Fatal Embrace spielte.
Im Dezember 2008 wurde die Live-CD Live im SAK in Lörrach aufgenommen und selbst produziert. Danach verlagerte die Band den Proberaum nach Basel in den Hobbyraum ihres Schlagzeugers Gamboni.
Im Iguana Studio nahe Freiburg im Breisgau bei Christoph Brandes (Aufnahmen u. a. für Necrophagist, Unlight etc.) wollte die Band ihr erstes Album aufnehmen. Nach krankheitsbedingtem Ausfall von Gitarrist Beck widmete sich Pessimist im Dezember 2009 zwei Wochen ganz ihrem ersten Album Call to War. Das Album wurde mit einer Erstauflage von 500 Kopien am 27. März 2010 im Culturium in Basel veröffentlicht. Das Sublabel Firefield Records bot der Band einen Vertriebsvertrag an, welcher angenommen wurde. Nach einem Auftritt mit Diamond Head, Blitzkrieg, Crystal Viper und Hyades im November beim Metal Forces Festival in Lörrach, wurden Neuauflagen vom Debüt Call to War über EMG/Firefield Records veröffentlicht.
Gründungsmitglied Peppi musste Mitte 2012 sich aus privaten Gründen vom aktiven Geschehen der Band zurückziehen. Dessen Platz wurde ersetzt durch „Tormentor“ Eric Tobian. Es wurden mehrere Gigs in Deutschland gespielt, darunter auf dem Metal Acker Tennenbronn bei Schramberg und auf dem Metal Embrace Festival nahe Magdeburg. Im November begannen die Aufnahmen für das zweite Album Death From Above, wieder im Iguana Studio bei Christoph Brandes.

## Stil
Die Musik von Pessimist orientiert sich am Old-School-Thrash-Metal aus den 1980er- und 1990er-Jahren. Mehrere Kritiker verglichen die Musik mit den ebenfalls aus Deutschland stammenden Bands Kreator, Sodom und Destruction. Pessimist wurden außerdem mit Bands wie Exodus und Testament verglichen. Pessimist spielen sowohl Passagen im Mid-Tempo als auch sehr schnelle, treibende Riffs. Ihre Musik wird teilweise als „Old School Teutonen Thrash“ beschrieben.
Die Texte sind meist in englischer Sprache. Geringe Ausnahmen bilden die Eröffnungstracks der Alben (siehe Trommelfeuer). Die Texte handeln von Krieg, Hass und Selbstaufgabe. Meist wird eine pessimistische Weltanschauung vertreten.

## Diskografie
- Nuclear Holocaust (Demo, 2007)
- Pessimist (Demo, 2008)
- Live im SAK (Live-CD, 2008)
- Call to War (Album, 2010)
- Death from Above (Album, 2013)
- Call to War (Album, 2016)
- Holdout (Album, 2020)